# Oppeid
Oppeid is een plaats in de Noorse gemeente Hamarøy, fylke Nordland. Oppeid telt 497 inwoners (2007) en heeft een oppervlakte van 0,77 km².